# Borna II

Borna II

Borna II (Born, Borne, Księżyc odmienny) – kaszubski herb szlachecki używany przez rodzinę osiadłą na Kaszubach. Ze względu na specyficzną historię regionu, mimo przynależności do Rzeczypospolitej, rodzina i herb nie zostały odnotowane przez polskich heraldyków. Według Przemysława Pragerta jest to odmiana herbu Księżyc.

## Opis herbu
Opis z wykorzystaniem zasad blazonowania, zaproponowanych przez Alfreda Znamierowskiego:
W polu błękitnym półksiężyc srebrny, nad którego rogami po gwieździe złotej. W klejnocie nad hełmem w koronie trzy pióra strusie: błękitne, srebrne i czerwone. Labry z prawej błękitne, z lewej czerwone, podbite srebrne.

## Najwcześniejsze wzmianki
Herb wymieniany w Nowym Siebmacherze oraz przedstawiony na mapie Pomorza Lubinusa z 1618.

## Rodzina Borna
Rodzina osiadła w ziemi człuchowskiej, w okręgu drawskim i zapewne na Kaszubach. Należały do nich: Lisewo, Płaszczyca, Sierpowo, Szczytno, Olszanowo, Gockowo, Pawłówko, Raciniewo, Zychce, Kiełpin. Rodzinę tę mylono z inną rodziną Borna z Pomorza Zachodniego i przypisywano jej czasami herb tej rodziny (Borna). Heraldyka polska natomiast, wszystkim Bornom przypisuje herb Doliwa.

## Herbowni
Borna (Born, Borne).